# 11115 Kariya
11115 Kariya (1995 WC7) là một tiểu hành tinh vành đai chính được phát hiện ngày 21 tháng 11 năm 1995 bởi A. Nakamura ở Kuma Kogen.